# Kit Carson
Christopher Carson (Madison, Kentucky, 1809-1868), conegut com a Kit Carson, va ser un explorador, agent indígena i resident de la Frontera dels Estats Units.

## Biografia
Sent molt infant els seus pares emigraren als territoris que en aquells temps eren salvatges solituds, i all'a es va criar Carson, lliurat a la caça amb el llaç i als altres exercicis propis de les grans planes americanes, en tots els quals va adquirir una gran destresa. En 1829 va dirigir una expedició a Califòrnia i poc després una altra a les muntanyes Rocoses. Escollit com a guia per Frémont, a la seva perícia i coneixement del terreny va deure aquell general l'èxit de la seva exploració d'aquelles muntanyes famoses i altres regions de Califòrnia, resultat a què va contribuir així mateix la gran popularitat que Carson tenia entre els indígenes, els usos, costums i sentiments que coneixia á fons i al fet que la llengua la parlava amb tanta facilitat com la seva pròpia.
Gràcies a aquestes circumstàncies, va prestar uns serveis al seu país, especialment durant la guerra civil, en l'època va assegurar á la Unió el concurs dels indígenes de Texas, Nou Mèxic i Colorado, mereixent per això el nomenament de brigadier general. Carson és considerat com el prototip dels caçadors de les Prades i dels agents americans en terra dels indis, però a l'inrevés del que sol ocórrer entre aquesta classe d'individus, tot i les grans proeses que havia dut a terme, era de caràcter modest i afable.